# Милков, Николай (дипломат)
Николай Милков (род. 10 декабря 1957, София) — болгарский дипломат. Министр иностранных дел Болгарии (2022—2023).

## Биография
Родился 10 декабря 1957 года в Софии. Окончил Французскую среднюю школу в Софии; высшее образование получил на кафедре международных отношений Университета национального и мирового хозяйства, София.
Его профессиональное развитие началось в научной сфере, а в 1991 году ему присвоена докторская степень за диссертацию в сфере международных отношений и новейшей истории.
С 1992 года начал работать в государственной администрации, поначалу занимая разные посты гражданского служащего в Министерстве обороны Болгарии. После этого он пошёл работать в Министерство иностранных дел Болгарии, но в 2010 году после конкурса вернулся в Минобороны на пост бессменного секретаря.
В Министерстве иностранных дел работает с 1997 года. На дипломатической службе занимал разные посты, в том числе директора Директората «Внешнеполитическое планирование, информация и координация», заместителя министра иностранных дел с портфелями ответственности за страны Европы, и вопросы безопасности. Он член Комиссии по экспортному контролю и секретарь Межведомственного комитета по вопросам членства Республики Болгария в НАТО. Был послом Болгарии в Румынии и Канаде, генеральным консулом в Нью-Йорке. С 31 января 2021 года до августа 2022 года он был Чрезвычайным и Полномочным Послом во Франции и Княжестве Монако и Постоянным представителем при ЮНЕСКО.
С 1 августа 2022 года по июнь 2023 — министр иностранных дел Болгарии.